# ラリー・オクス
ラリー・オクス（Larry Ochs、1949年5月3日、ニューヨーク生まれ）は、アメリカのジャズ・サックス奏者で、ロヴァ・サキソフォン・カルテットの結成メンバーであり、レコード・レーベル「Metalanguage Records」の共同創設者である。
オクスはトランペットをほんの少し研究していたが、テナー・サックスとソプラノ・サックスに集中していった。カリフォルニアにある「Twelve Starsスタジオ」の運営に加え、1978年から音楽プロデューサーとして働き、自身のレーベル「Metalanguage Records」を設立した。彼はロヴァ・サキソフォン・カルテットを共同で結成し、また、グレン・スピアマンとのダブル・トリオでも活動した。1994年にはレスリー・スカラピーノによる舞台『Goya's L.A.』のための音楽を、1998年にはSXSWで最高のドキュメンタリー作品として選ばれた映画『Letters Not About Love』のための音楽を作曲した。また、「Room」と呼ばれる新しい音楽トリオや、「What We Live」というアンサンブルでも演奏した。彼は何枚かのリーダー・アルバムをレコーディングしている。2007年、ボーカリストのDohee LeeとScott Amendolaと共にドラムとエレクトロニクスによるグループ「Kihnoua」を結成し、2010年に『Unauthorized Caprices』を発表した。
彼は詩人のリン・ヘジニアンと結婚している。

## ディスコグラフィ

### ソロ・アルバム
- Hall of Mirrors (1992年、Music & Arts) ※Room名義
- The Secret Magritte (1995年、Black Saint)
- The Neon Truth (2002年、Black Saint)
- Fly Fly Fly (2004年、Intakt) ※with Joan Jeanrenaud, Miya Masaoka
- Out Trios Vol.5: Up from Under (2007年、アトランティック)
- The Mirror World (2007年、Metalanguage)
- Spiller Alley (2008年、Rogue Art)
- Stone Shift (2009年、Rogue Art)
- We All Feel the Same Way (2009年、SoLyd) ※with Jones Jones
- Unauthorized Caprices (2010年、Not Two)[4]
- The Throne (2014年、Not Two) ※with Don Robinson
- The Fictive Five (2015年、ツァディク)

### ロヴァ・サキソフォン・カルテット
- The Bay (1978年)
- As Was (1981年)
- Daredevils (1979年) ※with ヘンリー・カイザー
- The Removal of Secrecy (1979年)
- This, This, This, This (1979年)
- Cinema Rovaté (1978年)
- Beat Kennel (1987年)
- 『ロヴァ・プレイズ・スティーヴ・レイシー』 - Favorite Street (1984年) ※Rova plays Lacy名義
- Saxophone Diplomacy: Live in Russia, Latvia, Romania (1983年)
- Long on Logic (1991年)
- Electric Rags II (1989年)
- This Time We Are Both (1989年)
- From the Bureau of Both (1992年)
- Terry Riley: Chanting the Light of Foresight (1994年)
- The Crowd (1995年)
- John Coltrane's Ascension (1995年) ※Rova's 1995名義
- Ptow!! (1996年)
- Morphological Echo (1998年)
- Bingo (1998年)
- Resistance (2003年)
- Electric Ascension (2005年)
- Totally Spinning (2006年)
- A Short History (2012年)[5]

### Kihnoua
- Unauthorized Caprices (2010年)
- The Sybil's Whisper (2012年)

### 参加アルバム
グレン・スピアマン
- Mystery Project (1992年)
- Smokehouse (1993年)
- The Fields (1996年)
- Blues for Falasha (1997年)

フレッド・フリス & メイビー・マンデイ
- Digital Wildlife (2002年)

デイヴ・レンピス & ダレン・ジョンストン
- Spectral (2014年)